# У Бомгон
У Бомгон (24 февраля 1955 — 27 апреля 1982) — южнокорейский полицейский, совершивший в апреле 1982 года крупное массовое убийство, одно из самых масштабных по числу жертв.

## Биография
До 1978 года У Бомгон служил в морской пехоте Южной Кореи. После увольнения из армии он переехал в провинцию Кёнсан-Намдо и в декабре 1980 года устроился на работу в полицию. А через год, в декабре 1981, он перевёлся в соседнее отделение полиции — Кунню.

## Убийства
26 апреля 1982 года У Бомгон с утра был не в настроении и, разозлённый, пришёл в полицейский участок, где выпил достаточно большое количество спиртного. По совету начальника около 16:00 он направился домой. Около 19:30 он избил свою жену и разгромил мебель в своем доме, после чего направился назад в участок, где дежурный, несмотря на состояние Бомгона, пустил его в оружейную комнату, где полицейский взял 7 ручных гранат, 2 карабина М1 и 200 патронов.
Выходя из участка, Бомгон кинул гранату в группу идущих ему навстречу полицейских. Взрывом убило одного и ранило 3 человек. Также Бомгон выстрелил по двоим полицейским у патрульной машины и тяжело ранил обоих. Около 21:30 полицейский-убийца начал стрелять в людей на рынке в деревне Торон. Там он ранил нескольких человек, после чего направился в соседнюю деревню — Кунню, где он зашёл в почтовое отделение и застрелил троих телефонных операторов и испортил связь, перерезав провода, чтобы оставшиеся в живых не смогли вызвать полицию. Затем Бомгон начал расстреливать прохожих и кинул две гранаты в окна домов. Ещё в двух деревнях — Унге и Пхёнчхон — Бомгон убил 42 человека, многих благодаря тому, что его пускали в дома, потому что видели на нём форму полицейского. Также стрелок убил 16-летнего подростка, чтобы забрать его напиток. Безумства У Бомгона длились 8 часов, за это время он прошёл 5 деревень провинции.
Около 5 часов утра 27 апреля 1982 года Бомгон, у которого к тому времени осталось только две гранаты, забежал в дом 68-летнего Со Инсу. Когда полиция окружила дом, Бомгон с криком «Мансэ!» подорвал себя. Сам хозяин дома получил несколько ранений осколками гранаты, а три члена его семьи погибли при взрыве. Всего в итоге бойни погибло 57 человек. Ещё 35 получили ранения.

## Последствия
Впоследствии власти заявили, что У Бомгон страдал комплексом неполноценности. Также власти провинции уволили и арестовали троих сотрудников полиции за проявленную халатность, в том числе начальника участка полиции, в котором служил Бомгон, не отдавшего никаких соответствующих распоряжений, когда ему сообщили о том, что Бомгон в состоянии алкогольного опьянения похитил из оружейной большое количество оружия и боеприпасов. А также дежурного, который, несмотря на состояние Бомгона, пустил его в оружейную комнату и выпустил с арсеналом оружия в руках.